# Adrien-François Servais

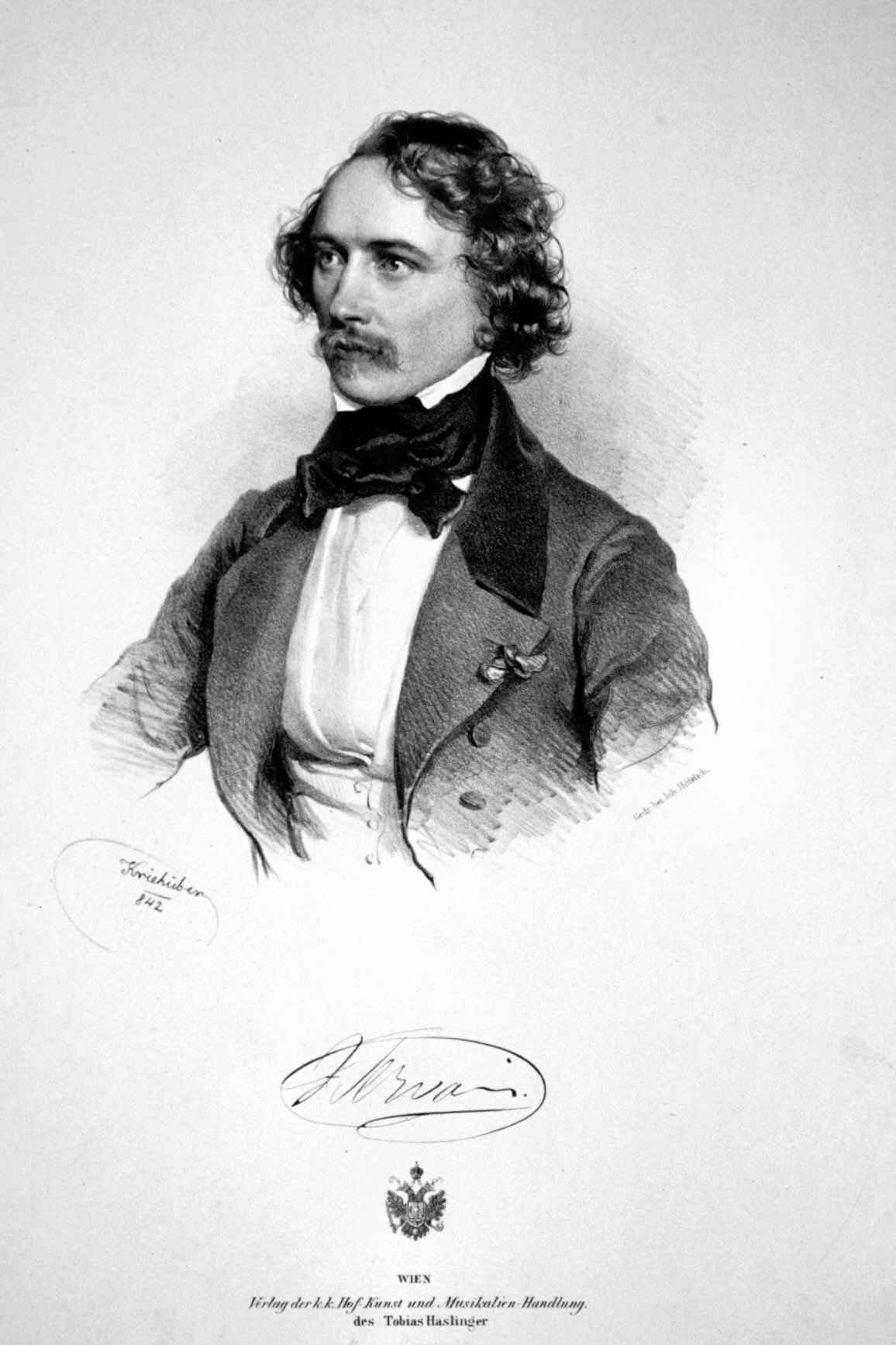
Adrien-François Servais, Lithographie von Josef Kriehuber, 1842

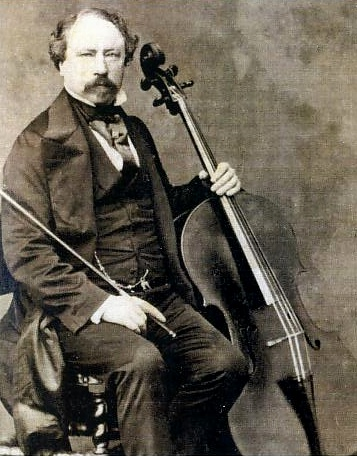
A.F. Servais

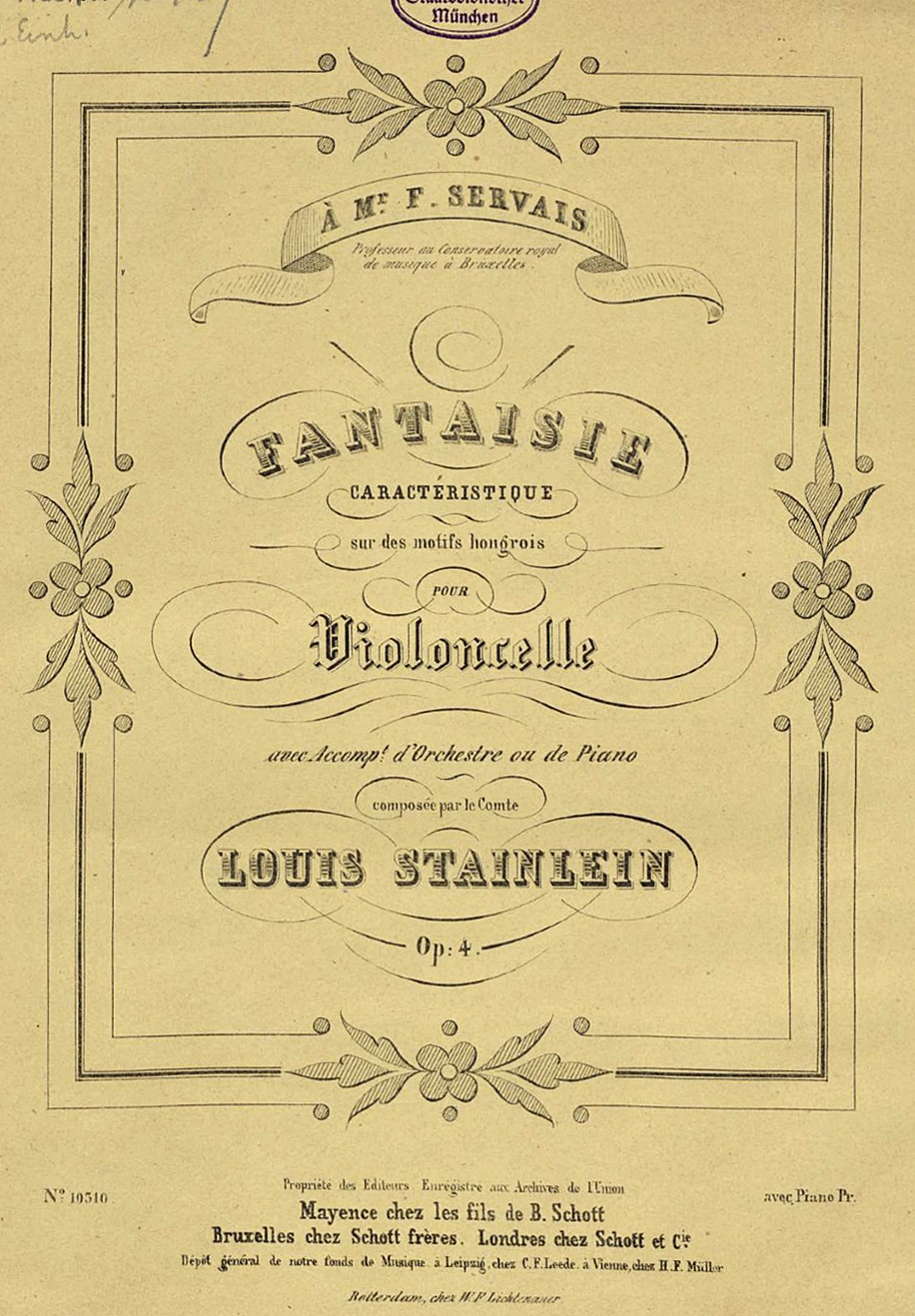
Titelblatt der ihm gewidmeten Fantasie für 4 Violoncelli von Ludwig von Stainlein

Adrien-François Servais (* 6. Juni 1807 in Halle bei Brüssel; † 26. November 1866 ebenda) war ein belgischer Cellist und Komponist.
Nach Aussagen seiner Zeitgenossen, vor allem von Hector Berlioz, war Servais der namhafteste Cellist seiner Zeit. Er erhielt den Beinamen „Der Paganini des Violoncellos“.

## Leben
Servais Vater war ein bescheidener Kirchenmusiker, der ihn im Violinspiel unterwies. Im Alter von 12 Jahren beschloss er die Violine zu Gunsten des Cellos aufzugeben, nachdem er seinen künftigen Lehrer Nicolas-Joseph Platel in einem Konzert gehört hatte. Bereits 1829 wurde er Platels Assistent am Brüsseler Konservatorium.
Während seiner zahlreichen Tourneen mit über 10.000 Konzerten in ganz Europa standen regelmäßig eigene Kompositionen auf dem Programm. Seine Reisen führten ihn unter anderem nach Russland, wo er von einer Prinzessin Jussopow ein Stradivari-Cello zum Geschenk erhielt. Seitdem wird dieses Instrument „Servais“ genannt. Es befindet sich heute in der Sammlung des National Museum of American History in Washington.
1849 heiratete Servais die reiche, jüdische, zum Christentum konvertierte und musikliebende Kaufmannstochter Sophie Féguine aus Sankt Petersburg.
Servais war mit zahlreichen Musikern seiner Zeit befreundet, so mit Franz Liszt, der während seiner Aufenthalte in Brüssel mehrmals in Servais' Haus wohnte, mit den Geigern Henri Vieuxtemps und Hubert Léonard, mit denen er vier Duos für Cello und Violine nach Themen aus bekannten Opern komponierte. Aber auch mit Gioacchino Rossini. Mit dem Geigenbauer Jean-Baptiste Vuillaume verband ihn eine lange Brieffreundschaft. Ludwig von Stainlein widmete ihm 1851 seine Fantasie, 1856 seine Serenade für 4 Violoncelli.
Einige Jahre nach seinem Tod wurde ihm in seiner Geburtsstadt ein Denkmal errichtet. Sein ältester Sohn François-Matthieu, Franz Servais genannt, war Pianist und Chefdirigent am Monnaie Theater. Der jüngste Sohn Joseph Servais (1850–1885) war wie der Vater ein bedeutender Cellist. Er wirkte als Professor am Brüsseler Konservatorium, für ihn komponierte Henri Vieuxtemps seine beiden Cellokonzerte.

## Werke (Auswahl)
Zu seinen Kompositionen gehören:
- 2  Konzerte für Cello und Orchester.
- 16 Fantasien für Cello und Orchester
- 14 Duos für 2 Celli über Opernthemen (Gemeinschaftsarbeit mit Jacques Grégoir)
- 4 Duos für Cello und Violine über Opernthemen (Gemeinschaftsarbeit mit Hubert Léonard und Henri Vieuxtemps)
- Fantasie op. 2 „Souvenir de Spa“ für Cello und Klavier
- 6 Caprices für Cello und 2. Cello ad lib.